# Leleka–100
A Leleka–100 (cirill betűkkel: Лелека-100, magyarul: gólya) ukrán pilóta nélküli felderítő repülőgép, amelyet a Dnyipróban működő DeViRo cég fejlesztett ki és gyárt. 2017-ben repült először, az Ukrán Fegyveres Erőknél 2021-ben rendszeresítették. Emelőmotorokkal ellátott, függőleges fel- és leszállásra képes modernizált változata Ciconia VTOL néven ismert. A Leleka–100-on alapul a RAM II cirkáló lőszer.

## Története
A pilóta nélküli rendszert a Dnyipróban működő, pilóta nélküli rendszerekkel 2014 óta foglalkozó DeViRo cég fejlesztette ki légi felderítésre, légi megfigyelésre, tüzérségi tűzhelyesbítésre. 2017-ben repült először. 2018-ban bemutatták az augusztus 23-i függetlenség napi katonai díszszemlén a PD–1 és az A1–SZM Furija pilóta nélküli repülőgépek társaságában. 2018-ban jelent meg a repülőgép tüzérségi felderítő és tűzhelyesbítő változata a Barsz–8AR tüzérségi felderítő jármű felszereléseként. 2021-ben rendszeresítették az Ukrán Fegyveres Erőknél, és abban az évben októberben szerepelt a kijevi haditechnikai kiállításon is.
A pilóta nélküli felderítő rendszert intenzíven használják az Ukrán Fegyveres Erők alakulatai az orosz–ukrán háborúban. Ez a típus a felderítő feladatokra leggyakrabban alkalmazott pilóta nélküli repülőgép az ukrán hadseregben.
2023-ban jelent meg a Leleka–100 továbbfejlesztett, nagyobb hatótávolságú változata, a Leleka LR, amelyet a DeViRo cég csehországi leányvállalata, az UAC gyárt 2024-től.